# 知らない気持ち/Bitter Sweet Harmony
「知らない気持ち / Bitter Sweet Harmony」（しらないきもち / ビター・スウィート・ハーモニー）は、中島愛の12枚目のシングル。2018年8月1日にFlying DOGから発売された。

## 概要
中島愛の通算12枚目のシングルであり、両A面シングル。「知らない気持ち」が1曲目に収録された『かくりよ盤』（VTCL-35284）と「Bitter Sweet Harmony」が1曲目に収録された『すのはら盤』（VTCL-35285）の2形態で発売されており、それぞれカップリング曲とジャケット写真が異なる。またフィジカル（パッケージ版）だけでなく、各音楽配信サイトから配信版もリリースされている。
「知らない気持ち」は、テレビアニメ『かくりよの宿飯』エンディングテーマとして使用された。作詞・作曲・プロデュースをシンリズムが担当し、サビのユニゾンコーラスにも参加している。『かくりよの宿飯』の監督から「アニメの展開に合わせて曲はバラードで」という依頼を受け、楽曲を依頼するアーティストを考え始めたが、これまでは大御所やベテランのアーティスト / クリエイターに依頼することが多かったことから、今回は中島よりも年下のアーティストに依頼したいという意向があった中で、スタッフの1人から勧められたシンリズムに中島も興味を持っていたことから、楽曲提供とプロデュースの依頼をすることになった。中島とシンリズムがタッグを組むのは今回が初となる。
「Bitter Sweet Harmony」は、テレビアニメ『すのはら荘の管理人さん』オープニングテーマになっており、作詞・作曲・編曲・ディレクションをkz (livetune)が担当している。kzとはlivetuneのシングル「Transfer」（2012年発売）にゲスト参加して以来のタッグとなる。中島は2012年のコラボ時から「いつかkzに曲を書いてもらいたい」と思っていたが、6年越しにそれが実現した。
『すのはら盤』のカップリング曲「悲しみと共に」は、テレビアニメ『重神機パンドーラ』第9話の挿入歌として制作された楽曲。本作収録曲の中でも最初に制作された楽曲で、4thアルバム『Curiosity』の制作と同時進行でレコーディングが行われた。

## 収録内容
| #         | タイトル                               | 作詞・作曲    | 編曲               | 時間  |
| --------- | -------------------------------------- | ------------- | ------------------ | ----- |
| 1.        | 「知らない気持ち」                     | シンリズム    | シンリズム、高野勲 | 4:38  |
| 2.        | 「Bitter Sweet Harmony」               | kz (livetune) | kz (livetune)      | 4:34  |
| 3.        | 「ポラリス」                           | シンリズム    | シンリズム、高野勲 | 4:03  |
| 4.        | 「知らない気持ち」(Instrumental)       |               |                    | 4:38  |
| 5.        | 「Bitter Sweet Harmony」(Instrumental) |               |                    | 4:33  |
| 6.        | 「ポラリス」(Instrumental)             |               |                    | 4:01  |
| 合計時間: | 合計時間:                              | 合計時間:     | 合計時間:          | 26:27 |

| #         | タイトル                               | 作詞      | 作曲      | 編曲      | 時間  |
| --------- | -------------------------------------- | --------- | --------- | --------- | ----- |
| 1.        | 「Bitter Sweet Harmony」               |           |           |           | 4:35  |
| 2.        | 「知らない気持ち」                     |           |           |           | 4:39  |
| 3.        | 「悲しみと共に」                       | 岩里祐穂  | H ZETT M  | H ZETTRIO | 3:47  |
| 4.        | 「Bitter Sweet Harmony」(Instrumental) |           |           |           | 4:34  |
| 5.        | 「知らない気持ち」(Instrumental)       |           |           |           | 4:39  |
| 6.        | 「悲しみと共に」(Instrumental)         |           |           |           | 3:44  |
| 合計時間: | 合計時間:                              | 合計時間: | 合計時間: | 合計時間: | 25:58 |